# Horacio Armani
Horacio Armani (Trenel, La Pampa, 30 de septiembre de 1925-Buenos Aires, 31 de mayo de 2013) fue un periodista, poeta, traductor, narrador y ensayista argentino. Estudió un posgrado de poesía italiana en la Università del Magiesterio di Roma y de literatura italiana en la academia Dante Alighieri, también en Roma, becado por el Gobierno de Italia. Fue miembro, desde 1986 hasta su muerte, de la Academia Argentina de Letras, y era miembro correspondiente de la Real Academia Española.
Hijo de Ítalo Armani y Clorinda Sapere, en 1956 fue Jefe de Extensión Cultural de la Biblioteca Nacional de Buenos Aires. Trabajó en la Biblioteca del Congreso de la Nación Argentina, y durante varios años tuvo a su cargo la sección bibliográfica del diario La Nación.
Como periodista escribió para periódicos y revistas, incluyendo el diario La Nación.
Desde sus primeras publicaciones de su obra literaria fue muy elogiado por los lectores y críticos literarios, entre ellos Alfonso Reyes y Ezequiel Martínez Estrada.

## Obras (selección)
Como autor
- Primer libro de poemas, (1946),
- Esta luz donde habitas, (1948),
- La música extremada, (1952),
- Para vivir para morir, (1969),
- La vida de siempre, (1958),
- El sueño de la poesía, (2008),
- El gusto de la vida, (1974),
- Recreos del tiempo, (1978),
- Veneno lento, (2002)

Como traductor
Tradujo a los principales poetas italianos del siglo XX.
- Imágenes, de Eugenio Montale
- Antología de poesía italiana contemporánea. Litoral, Torremolinos, 1994, ISBN 92-3-303045-8

## Distinciones
- El Gobierno de Italia le otorgó el grado de Caballero Oficial, (1977);
- Su dedicación a la traducción de obras italianas al idioma español, le valió la condecoración con el grado de Commendatore de l'Ordine al merito della Repubblica italiana otorgada por el Gobierno de Italia, (1986);
- Premio Konex de Platino,  a la mejor producción poética desde 1950, (1984)
- Premio Konex, Diploma al Mérito - Poesía: 1.ª obra publicada después de 1950, (1984}
- Premio Konex, Diploma al Mérito - Traducción, (1994)
- Primer Premio Municipal de Poesía de la Ciudad de Buenos Aires, (bienio 1978/79)
- Primer Premio Nacional de Poesía, (1983)
- Gran Premio de Honor de la Fundación Argentina para la Poesía, (1980)
- Premio Iniciación, de la Comisión Nacional de Cultura
- Premio Dante, otorgado por la Asociación Dante Alighieri (1975)
- Premio de Cultura del Consejo de Ministros de Italia, (1982)
- Premio Internazionale Eugenio Montale 1991 al mejor divulgador de poesía italiana en el extranjero otorgado por el Centro Internazionale Eugenio Montale en Roma